# Michaelerberg
Michaelerberg est une ancienne commune autrichienne du district de Liezen en Styrie.

## Personnalités liées à la ville
- Maria Patek, femme politique